# Фаррух-шах
Фаррух-шах (*д/н — 1196) — останній султан Кермана в 1195—1196 роках.

## Життєпис
Син Малік Динара, шаха Кермана, та Кермані-хатун, султанші Кермана. Оскільки його мати походила з династії сельджукидів, то Фаррух-шах розглядав себе як нащадка цього роду. Був доволі молодим, коли його батько помер. З огляду на недостатній авторитет і політичний досвід не зміг впоратися зі складною ситуацією, що позначилася наприкінці правління батька: постійні конфлікти огузьких беків з місцевими емірами. До того ж перші не зважали на накази султана. Це вирішила використати частина знаті, що висунула претендентом на трон його брата Аджем-шаха. Під час цієї боротьбі у 1196 році Фаррух-шах помер або його було вбито. Перед цим він домовився про допомогу з боку хорезмшаха Текіша в обмін на визнання того сюзереном.
Після смерті 1196 року Фаррух-шаха війська Текіша вдерлися до Керману, завдавши поразки огузам та прихильникам Аджем-шаха. В результаті султанат припинив своє існування, його землі доєдналися до Держави Хорезмшахів.